# Indiscernables
 (octobre 2018).
Si vous disposez d'ouvrages ou d'articles de référence ou si vous connaissez des sites web de qualité traitant du thème abordé ici, merci de compléter l'article en donnant les références utiles à sa vérifiabilité et en les liant à la section « Notes et références ».
En logique mathématique, les indiscernables sont des objets qui ne peuvent être distingués par aucune propriété ou relation définies par une formule. D'ordinaire, seules les formules du calcul des prédicats du premier ordre sont prises en considération. 

## Exemples
Si a, b et c sont distincts et {a, b, c} est un « ensemble d'indiscernables », pour chaque formule binaire φ, on doit alors avoir 
{\displaystyle [\varphi (a,b)\land \varphi (b,a)\land \varphi (a,c)\land \varphi (c,a)\land \varphi (b,c)\land \varphi (c,b)]\lor [\lnot \varphi (a,b)\land \lnot \varphi (b,a)\land \lnot \varphi (a,c)\land \lnot \varphi (c,a)\land \lnot \varphi (b,c)\land \lnot \varphi (c,b)]\,.}
Historiquement, le principe d'identité des indiscernables est une des lois de la pensée (en) de Gottfried Wilhelm Leibniz.

## Généralisations
Dans certains contextes, on considère la notion plus générale d'« ordre des indiscernables » et le terme « séquence des indiscernables » se réfère souvent implicitement à cette notion plus faible. Dans notre exemple de formules binaires, dire que le triplet (a, b, c) d'éléments distincts est une séquence d'indiscernables implique que
{\displaystyle ([\varphi (a,b)\land \varphi (a,c)\land \varphi (b,c)]\lor [\lnot \varphi (a,b)\land \lnot \varphi (a,c)\land \lnot \varphi (b,c)])\land ([\varphi (b,a)\land \varphi (c,a)\land \varphi (c,b)]\lor [\lnot \varphi (b,a)\land \lnot \varphi (c,a)\land \lnot \varphi (c,b)])\,.}

## Applications
Les ordres d'indiscernables figurent en bonne place dans la théorie du cardinal de Ramsey, du cardinal d'Erdős (en) et du zéro dièse (en).

## Source de la traduction
- (en) Cet article est partiellement ou en totalité issu de l’article de Wikipédia en anglais intitulé « Indiscernibles » (voir la liste des auteurs).